# Acala, Chiapas
Acala là một đô thị thuộc bang Chiapas, México. Năm 2010, thành phố Acala có dân số 13.889, tăng hơn so với năm 2005 có 12.686 dân.